# Дети Хиросимы
«Дети Хиросимы» (яп. 原爆の子 Гэмбаку-но ко, Дети атомной бомбы) — японский фильм-драма, снятый режиссёром Канэто Синдо в 1952 году на основе книги профессора Хиросимского университета Арата Осада. Фильм состоит из ряда рассказанных историй о судьбах детей, переживших атомную катастрофу.

## Сюжет
Учительница Такако Исикава живёт и работает на одном из островов Внутреннего моря. Сама она родом из Хиросимы, поэтому, получив летом отпуск, девушка отправляется в родной город, хотя никого из близких у неё там не осталось — все погибли во время атомной бомбардировки. Однако Такако надеется найти и навестить своих бывших воспитанников, ведь здесь в Хиросиме она когда-то, до бомбардировки, работала воспитательницей в детском саду.
Во встреченном сразу по приезде в Хиросиму нищем Такако узнаёт работавшего раньше слугой в доме её родителей Ивакити. Теперь у него обгорелое лицо и он плохо видит. Такако напрашивается к нему в гости, и он приводит её в свою лачугу, сколоченную из фанеры где-то на городских задворках. Расспросив о его семье, Такако узнаёт, что его дети погибли во время взрыва атомной бомбы, а единственного выжившего в тот страшный день внука, старик отдал в интернат, так как не в состоянии сам заботиться о нём. Такако посещает интернат и после, придя вновь к старику Ивакити, просит его, чтоб он разрешил ей забрать мальчика с собой по её возвращении на остров. Старик со слезами на глазах отказывает ей, так как внук — это единственное что у него осталось, и он не хочет расстаться с ним, боясь, что больше его не увидит. Такако убеждает старика, что для мальчика так будет лучше и просит его подумать о её предложении, сама же пока оставляет его и идёт к подруге и бывшей коллеге Нацуэ. Та теперь работает акушеркой, сама она с мужем мечтает усыновить ребёнка, так как после бомбардировки стала бесплодной.
Девушки вместе идут в детский сад, в котором когда-то работали, но находят лишь одни руины, после чего Такако решает навестить своих воспитанников. Однако бомбардировку пережили тогда лишь трое и жизни их сложились по разному. Санпэй живёт в полной семье, но именно в день, когда Такако наносит свой визит, его отец умирает от лучевой болезни, которая стала причиной того, что Санпэй вынужден работать наравне со взрослыми, чтобы прокормиться. И хотя он признаёт, что помнит Такако, но в его теперешней жизни больше нет места сентиментальным воспоминаниям о прошлом. Тосико полностью осиротела, поэтому живёт в приюте при католической церкви, но она больна раком крови и скоро умрёт. Такако пытается её подбодрить, говоря, что она непременно поправится, но Тосико даёт понять, что знает о том, что обречена, но признаётся, что даже рада тому, что умрёт: она верит, что наконец встретится со своими родителями. Лучше всего дела обстоят у третьего воспитанника, Хэйты — хотя погибли его родители, но выжили его два старших брата и сестра. Однако уже в день визита Такако его сестра, у которой больна нога и она прихрамывает (что тоже явилось следствием бомбардировки) должна выйти замуж и оставить их дом, уйдя жить к своему мужу. Такако прогуливается по разрушенному городу со старшим братом Хэйты и ведёт с ним беседу о людях, которые умерли или были ранены во время и после атомного взрыва.
Вернувшись к старику Ивакати, Такако вновь просит его отдать ей на воспитание внука Таро. Поначалу он опять отказывает, но затем, когда девушка уже уходит, подумав, решает согласиться с её предложением и отправляет к ней внука с запиской. Сам же напившись сакэ, чуть не сгорит в своей трущобе, — из полыхающей лачуги его вытащит соседка, такая же обездоленная старуха. Но старик всё же умирает и его внук Таро уезжает вместе с Такако.
Фильм и связанные с ним проблемы были продиктованы действительностью, жизнью моего народа, трагедией, которая не может поместиться в человеческом сердце. Как и многие киноработники в разных странах мира, я не мог оставаться равнодушным к самой главной теме нашей современности, к проблеме мира. По-моему, главное в искусстве — гуманизм, борьба за мир, за счастье людей...

## В ролях
- Нобуко Отова — Такако Исикава
- Осаму Такидзава — Ивакити
- Масао Симидзу — Тосиаки, отец Такако
- Дзюкити Уно — Кодзи, старший брат Хэйты
- Цутому Симомото — муж Нацуэ
- Мива Сайто — Нацуэ Морикава
- Тикако Хосокава — Сэцу, мать Такако
- Таниэ Китабаяси — старуха Отоё
- Эйдзиро Тоно — Бакуро
- Тайдзи Тонояма — владелец судна

## Премьеры
- — национальная премьера фильма состоялась 6 августа 1952 года[2].
- — в Европе фильм впервые был показан в рамках Каннского кинофестиваля в апреле 1953 года[3].
- — впервые показан российскому зрителю 28 сентября 2011 года в рамках ретроспективы фильмов Канэто Синдо в Москве (Киноконцертный зал ЦДХ)[4].

## О фильме
Канэто Синдо был одним из первых режиссёров крупных компаний, которые в начале 1950-х годов стремились к производству фильмов, независимых от так называемой «Большой пятёрки» (на тот момент в пятёрку крупнейших кинокомпаний Японии входили «Сётику», «Никкацу», «Дайэй», «Тохо» и «СинТохо»). До той поры Синдо работал на «Сётику», но после отказа студийного руководства поставить по его сценарию фильм «Фальшивый наряд», вместе со своим другом и единомышленником , режиссёром Кодзабуро Ёсимурой, он покинул компанию. Синдо и Ёсимура объявили о создании своей независимой студии «Киндай эйга кёкай». Но поскольку у друзей денег для самостоятельных постановок не было, то первоначально они обратились в кинокомпанию «Дайэй» с предложением о совместной работе. Ёсимура поставит на «Дайэй» по отвергнутому боссами «Сётику» сценарию Синдо «Фальшивый наряд» (кстати фильм оказался довольно успешным как с художественной точки зрения, так и в коммерческом плане). Успех двух первых режиссёрских работ Синдо, сделанных им на «Дайэй» («Рассказ о любимой жене» и «Лавина»), дал возможность их автору подкопить денег для первой полностью независимой картины — «Дети атомной бомбы» (английское название в международном прокате «Дети Хиросимы»). Этот фильм снят по инициативе и при поддержке организации борцов за мир города Хиросимы в студии «Киндай эйга кёкай», с привлечением «Профсоюза японских преподавателей». Исполнительница главной роли Нобуко Отова ради участия в этом проекте небольшой независимой студии разорвала контракт с крупной кинокомпанией «Дайэй», где была одной из начинающих звёзд экрана.
То что Синдо первым снял фильм о трагедии атомной бомбардировки весьма символично, ибо тема была ему как никому близка. Сам он родом из Хиросимы, а в тот день потерял всю свою семью. В основу сценария легли записки детей, переживших атомную катастрофу и собранные профессором Хиросимского университета Аратой Осадой в книге «Дети атомной бомбы». Из 2000 писем детей составитель книги Осада отобрал 105. Синдо выбрал для своего сценария всего четыре судьбы. В своём фильме Синдо показал город и его обитателей через семь лет после катастрофы. Фильм Синдо имел хорошую прокатную судьбу. Он принёс небольшой независимой прокатной компании «Хокусэй эйга» невиданный доход — 80 миллионов йен — и обошёл экраны многих стран мира.
Через семь лет французский режиссёр Ален Рене снимет другой – вероятно, самый известный фильм о трагедии: «Хиросима, любовь моя» (1959), где в качестве цитат появляются отрывки из «Детей Хиросимы».
Фильм имел широкий мировой резонанс, однако, никогда не показывался в США. Лишь в 2011 году, после трагической аварии на атомной станции в Фукусиме, киноархив Гарвардского университета устроил ретроспективу режиссёра с премьерным для Соединённых Штатов показом «Детей Хиросимы».

## Критика
Фильм был встречен критикой довольно тепло, за исключением разве что претензий к некоторой мелодраматичности сюжета. Приведённые ниже выдержки из критических обзоров дают диапазон мнений известных кинокритиков Японии, Франции и СССР:

... Первой японской картиной, в которой действительно содержалась резкая критика американских бомбардировок, был фильм «Дети атомной бомбы» («Гэмбаку-но ко», 1952), в котором чувство вины самих японцев было наконец преодолено, и режиссёр Канэто Синдо — использовав ретроспективный показ  событий до и после бомбардировки Хиросимы — создал лирическую картину жизни, исполненной спокойной стойкости, не впадая ни в раскаяние, ни в романтическую мелодраму. Синдо впервые поставил очень важную проблему ответственности Японии перед забытыми ею людьми, пережившими ядерную катастрофу...
— Тадао Сато (род. 1930), японский киновед и критик, член совета ФИПРЕССИ и кинематографического Пен-клуба 

... Эта экранизация бестселлера Араты Осады — первый заметный кинофильм о трагедии Хиросимы. Он относится к начальному периоду творчества Канэто Синдо, и режиссёр не пытается превратить его в обличительный политический памфлет или историческое исследование происшедшего. Он захотел снять достоверную мелодраму, построенную на полутонах, чьё действие происходит в настоящем времени (отсюда неореалистический аспект картины), чтобы через 7 лет после катастрофы трезво оценить победы человека над ней и поражения, которые он продолжает терпеть из-за неё...
— Жак Лурсель (род. 1940), французский кинокритик и сценарист 

... В этой третьей по счёту авторской работе Канэто Синдо стал складываться его режиссёрский стиль. Тяга к простоте и ясности изображения, которая была характерной для его первых работ — «Рассказе о любимой жене» и «Лавине» (обе 1951 года), — здесь приобрела черты строгой документальности. Синдо и стремился ставить фильм-документ. Он вышел из стен павильона, пытался показать живую реальность города, несущего на себе печать катастрофы. В основном ему это удалось. И всё же картине недостаёт цельности. Рядом с суровой документальностью в «Детях атомной бомбы» соседствует умилённость, чувствительность мелодрамы...
— Инна Юлиусовна Генс (1929-2014), советский киновед и критик, кандидат искусствоведения, полиглот, востоковед, автор многих книг по японскому кино.

## Награды и номинации
Премия британской киноакадемии (BAFTA Awards) (1956)
- Фильм удостоен награды объединённых наций (United Nations Award).

Международный кинофестиваль в Эдинбурге (1956)
- Специальный диплом фестиваля.

Международный кинофестиваль в Карловых Варах (1954)
- Фильму присуждена Премия мира.

Международный кинофестиваль в Канне (1953)
- Номинация на главный приз «Золотая пальмовая ветвь» Каннского кинофестиваля

Кинопремия «Кинэма Дзюмпо»
- Фильм номинировался на премию "Кинэма Дзюмпо" (в 1953-м — за работы 1952 года), однако по результатам голосования занял лишь 13 место[10].